# Ula (Düna)
Die Ula (belarussisch У́ла, Улья́нка; russisch У́лла (Ulla)) ist ein linker Nebenfluss der Düna in der Wizebskaja Woblasz in Belarus.
Die Ula bildet den Abfluss des Lepeler Sees. Sie durchfließt die am südlichen Seeufer gelegene Stadt Lepel in östlicher Richtung. Bei Tschaschniki vollführt sie eine scharfe Kehre nach Norden. Sie fließt anschließend in überwiegend nördlicher Richtung und mündet bei der gleichnamigen Ortschaft Ula, 60 km westlich von Wizebsk, in die Düna.
Die Ula hat eine Länge von 123 km. Die Ula besitzt ein Einzugsgebiet von 4090 km². Der mittlere Abfluss beträgt 25,4 m³/s.

## Geschichte
Im Livländischen Krieg kam es 1564 zur Schlacht an der Ula. Litauisch-polnische Truppen schlugen dort ein russisches Heer von 25.000 Mann vernichtend.
Im 19. Jahrhundert bestand eine Verbindung zwischen der Ostsee und Düna, Ula, dem Beresina-Kanalsystem zum Dnjepr und bis in das Schwarze Meer. Durch den Ausbau der Bahn- und Straßenverbindungen verlor der Wasserweg an Bedeutung. Die wasserbautechnischen Anlagen verfielen. Diese Strecke ist nur noch teilweise für den Ausflugs- und Sportbootverkehr befahrbar.